# Belaj (żupania karlowacka)
Belaj – wieś w Chorwacji, w żupanii karlowackiej, w gminie Barilović. W 2011 roku liczyła 168 mieszkańców.